# سباق جائزة أبو ظبي الكبرى 2018
سباق جائزة أبوظبي الكبرى 2018 هو سباق فورمولا 1
أقيم بتاريخ 25 نوفمبر 2018 في حلبة مرسى ياس، الإمارات العربية المتحدة، وكان السباق 21 من أصل 21 في بطولة العالم لسباقات الفورمولا واحد موسم 2018، وكان أول المنطلقين لويس هاملتون.
فاز بالمركز الأول  لويس هاملتون، وكان صاحب أسرع لفة سباستيان فيتل بزمن قدرة 100.867 ثانية.